# Claustropyga tumida
Claustropyga tumida är en tvåvingeart som beskrevs av Hippa, Vilkamaa och Werner Mohrig 2003. Claustropyga tumida ingår i släktet Claustropyga och familjen sorgmyggor. Inga underarter finns listade i Catalogue of Life.